# Quận Logan, Oklahoma
Quận Logan là một quận trong tiểu bang Oklahoma, Hoa Kỳ. Quận lỵ đóng ở thành phố Guthrie 6. Theo ước tính dân số năm 2009 của Cục điều tra dân số Hoa Kỳ, quận có dân số 39.301 người 2. Năm 2007, ước tính dân số quận này là người 2. Quận Logan là một phần vùng đô thị Thành phố Oklahoma.

## Địa lý
Theo Cục điều tra dân số Hoa Kỳ, quận này có diện tích 1940 ki-lô-mét vuông, trong đó có 12 km2 là diện tích đất, km2 là diện tích mặt nước.